# 薛德統
薛德統（1525年—？），字守正，福建福州府福清縣人，鹽籍，明朝政治人物。

## 生平
嘉靖三十七年（1558年）戊午科福建鄉試第三十三名舉人。嘉靖四十一年（1562年）中式壬戌科會試第一百十名，三甲第四十五名進士。

## 家族
曾祖薛士亘，封戶部主事；祖父薛世暊；父薛尚飛，衛經歷。前母郭氏；母石氏。永感下。